# Cyborg Cop II
Cyborg Cop II (intitulado Cyborg Cop 2 O Pior Pesadelo no Brasil e Regresso do Polícia Cyborg em Portugal) é um filme estadunidense, do ano de 1994, dos gêneros ficção científica e ação, dirigido por Sam Firstenberg.

## Enredo
Policial de Chicago é suspenso de suas funções devido aos seus métodos implacáveis no combate ao crime. Quando os traficantes da cidade passam a contar com cyborgs em suas atividades criminosas ele retorna a ação, lutando contra máquinas quase indestrutíveis.

## Elenco
- David Bradley.......Jack Ryan
- Morgan Hunter.......Spartacus
- Jill Pierce.......Liz McDowell
- Victor Melleney.......Sam Pickens
- Douglas Bristow.......Dr. Owns
- Dale Cutts.......Capitão Salerno
- Adrian Waldron.......Jon Travis
- Hector Rabotabi.......Mike Alvarez
- Kimberleigh Stark.......Gloria Alvarez
- Michael McGovern.......Warden Chuck Hunter
- David C. Webb.......Eddie Richards
- Alan Moore.......Sargento da patrulha rodoviária
- Frank Notaro.......Stix
- Robin Smith.......Fats
- Stephen Leader.......Jacks Ward
- Norman Coombes.......Prefeito Spencer Davis
- Tony Caprari.......Mecânico Hippy
- Thys Du Plooy.......Técnico
- Ken Gampu.......Chefe de polícia
- Isaac Mavimbella.......Carter